# 막대나선은하

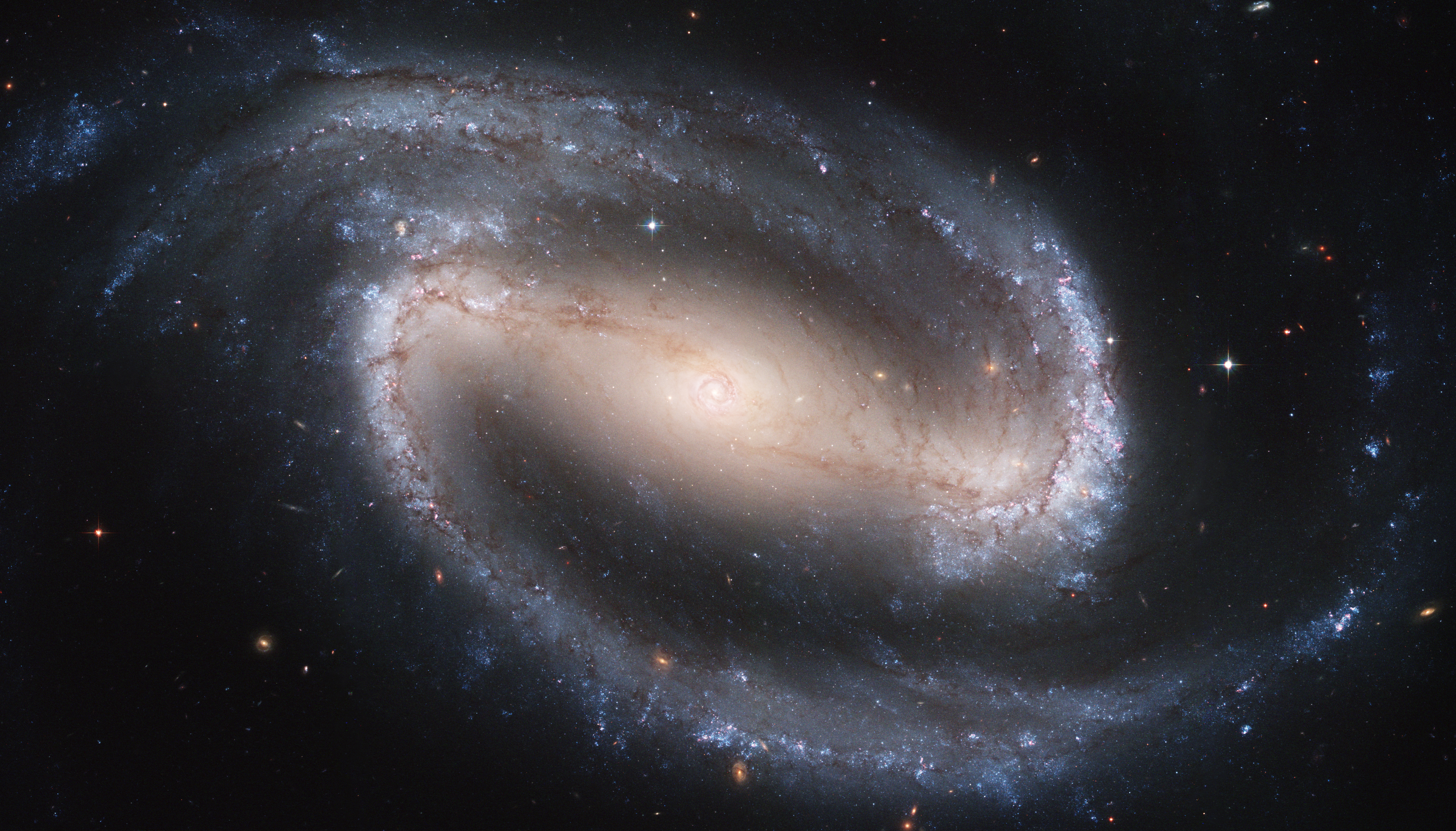
거의 정면으로 보이는 막대나선은하 NGC 1300, 허블 우주 망원경이 촬영하였다.

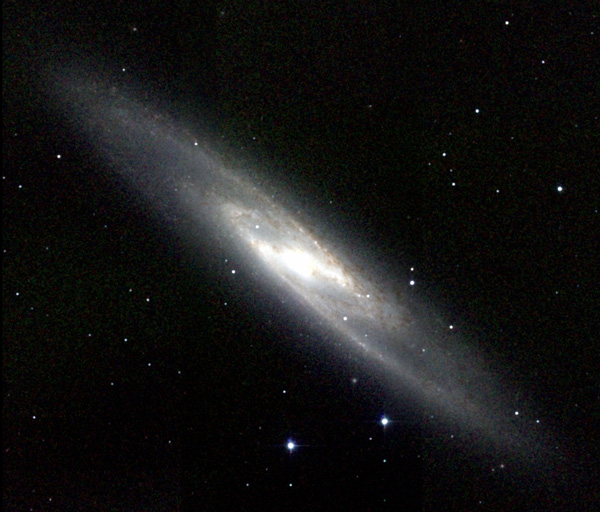
막대나선은하이자, 폭발적 항성 생성 은하인 화로자리 은하 (2MASS)

막대나선은하(영어: Barred spiral galaxy)는 중심에 별들로 구성된 막대 모양의 구조를 가진 나선 은하의 형태로, 막대는 모든 나선 은하의 약 3분의 2에서 발견된다. 일반적으로 막대는 나선 은하 내의 별과 성간가스의 운동 모두 영향을 주며 나선팔 까지에 도 영향을 줄 수 있다.
에드윈 허블은 이 유형의 나선 은하를 허블 순차에서 "SB"형(나선의, 막대로 된)으로 분류했다. 그리고 나선팔이 얼마나 열려 있는가 정도에 따라 세 가지 하위 유형으로 나열했다. SBa형은 꽉 감긴 나선팔을 특징으로 하고, SBc형은 느슨하게 감긴 나선팔을 특징으로 한다. SBb형 은하는 두 은하 중간에 위치해 있다. 네 번째 유형인 SBm형은, 불규칙 은하로 분류되었지만, 막대 나선 구조를 포함하는 것으로 확인된 마젤란 은하처럼 어느정도 불규칙한 막대나선은하를 설명하기 위해 나중에 만들어진 것이다. 은하에 대한 허블의 분류 중 다른 것들은 나선 은하, 타원 은하, 불규칙 은하가 있다.
전파 망원경에 의한 관측으로 수년 간 우리 은하 내의 막대구조의 존재를 이미 암시하고 있었고, 2005년에 스피처 우주 망원경에 의한 적외선 관측으로 이전에 누적된 증거들을 보강하여 우리 은하가 막대나선은하 임을 입증했다.

## 막대

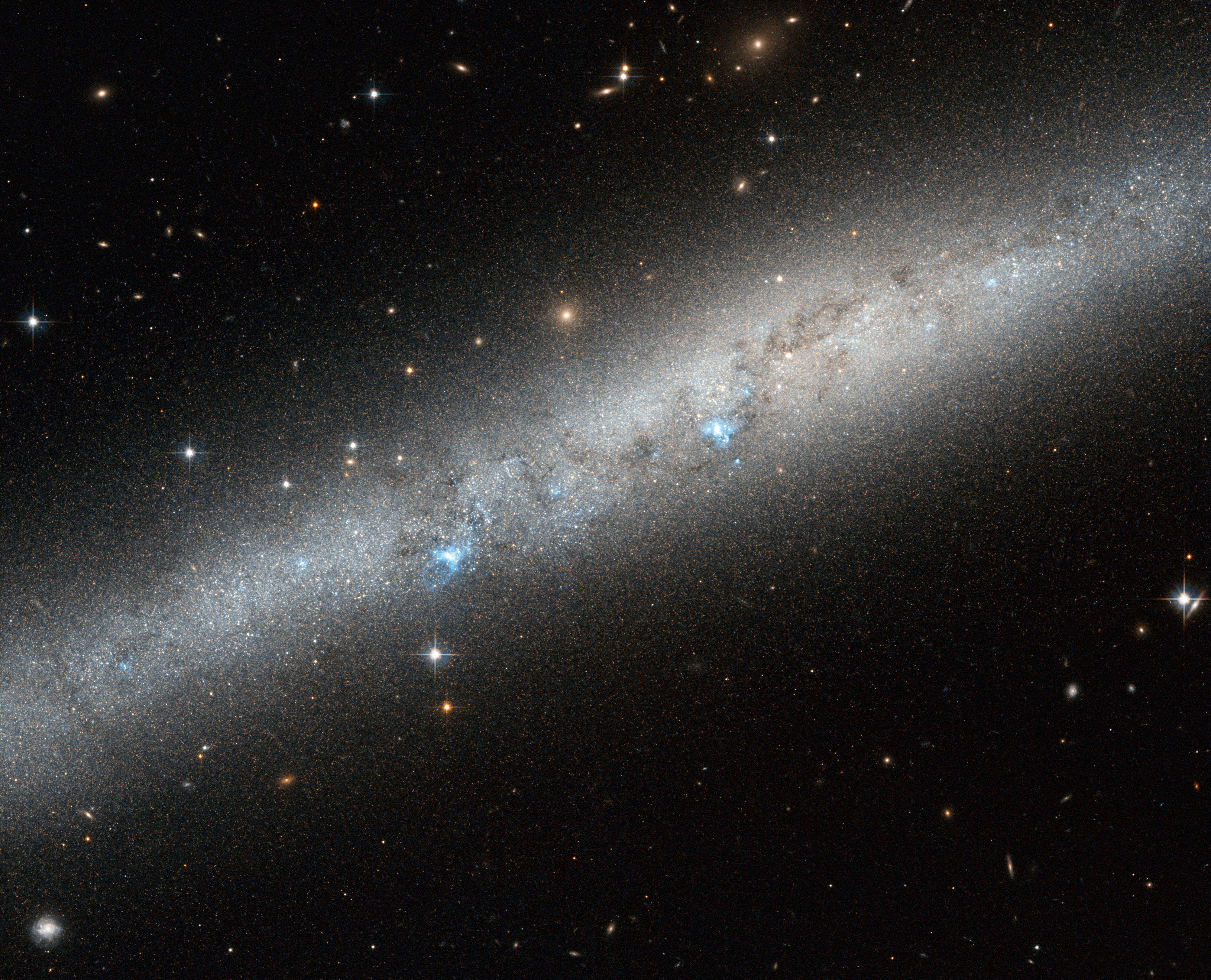
청색, 백색, 황색의 작은 별들이 보이는 나선은하 IC 5052의 일부를 촬영한 사진.

막대나선은하는 확실히 수적으로 우세하다. 관련 탐사들이 모든 나선은하의 3분의 2까지가 막대를 포함하는 것으로 보여주기 때문이다. 현재 가설은 막대구조가 중심에서 별의 형성을 도모하여 항성요람의 일종의 역할을 한다는 것이다. 막대는 궤도공명을 통해 나선팔에서 안쪽으로 가스를 유통하며, 그 효과로 이동 중인 유체가 새로운 별을 형성하게 된다는 메커니즘의 역할을 하고 있는 것으로 여겨진다. 또한 이 과정은 많은 막대나선은하가 남쪽 바람개비 은하에서 보여지는 것과 같은 활동은하핵을 갖고 있는 이유를 설명할 수 있을 것이라 추정된다.
막대의 형성은 일반적으로 안쪽 별의 궤도에 영향을 주는, 은하의 중심으로부터 퍼져나가는 밀도파의 결과로 여겨지고 있다. 이 효과는 시간에 따라 별을 더 멀리서 공전하도록 만들어 자체 영구적 막대구조를 형성하게 된다.
막대는 나선은하의 일생에서 일시적인 현상으로 여겨지고 있다. 막대구조는 시간이 흐르면서 붕괴하여 막대나선형에서 "정상" 나선형 패턴으로 은하를 변화시킨다. 막대의 응집 질량은 은하 구조의 전반적인 안정성을 무너뜨린다. 중심에 응집한 질량이 큰 막대나선은하는 짧고 뭉툭한 막대를 가지는 경향이 있다. 매우 많은 나선은하가 막대구조를 가지고 있기 때문에, 막대구조는 아마 나선은하의 진화에서 반복적인 현상일 가능성이 크다. 나선은하에서 막대나선은하로의 변동 진화주기는 평균적으로 약 20억 년 걸리는 것으로 추정된다.
최근 연구는 막대가 "형성시기"의 끝으로서 완숙한 상태에 이른 은하의 징후라는 생각을 확인해보였다. 캘리포니아 공과대학교 스피처 과학센터의 카틱 쉬스가 이끄는 팀은 최근의 거의 70%의 나선은하가 현재 막대를 소유하고 있는 데 비해, 멀리 있는 나선은하의 20%만이 이전에 막대를 소유했음을 발견했다.

## 같이 보기

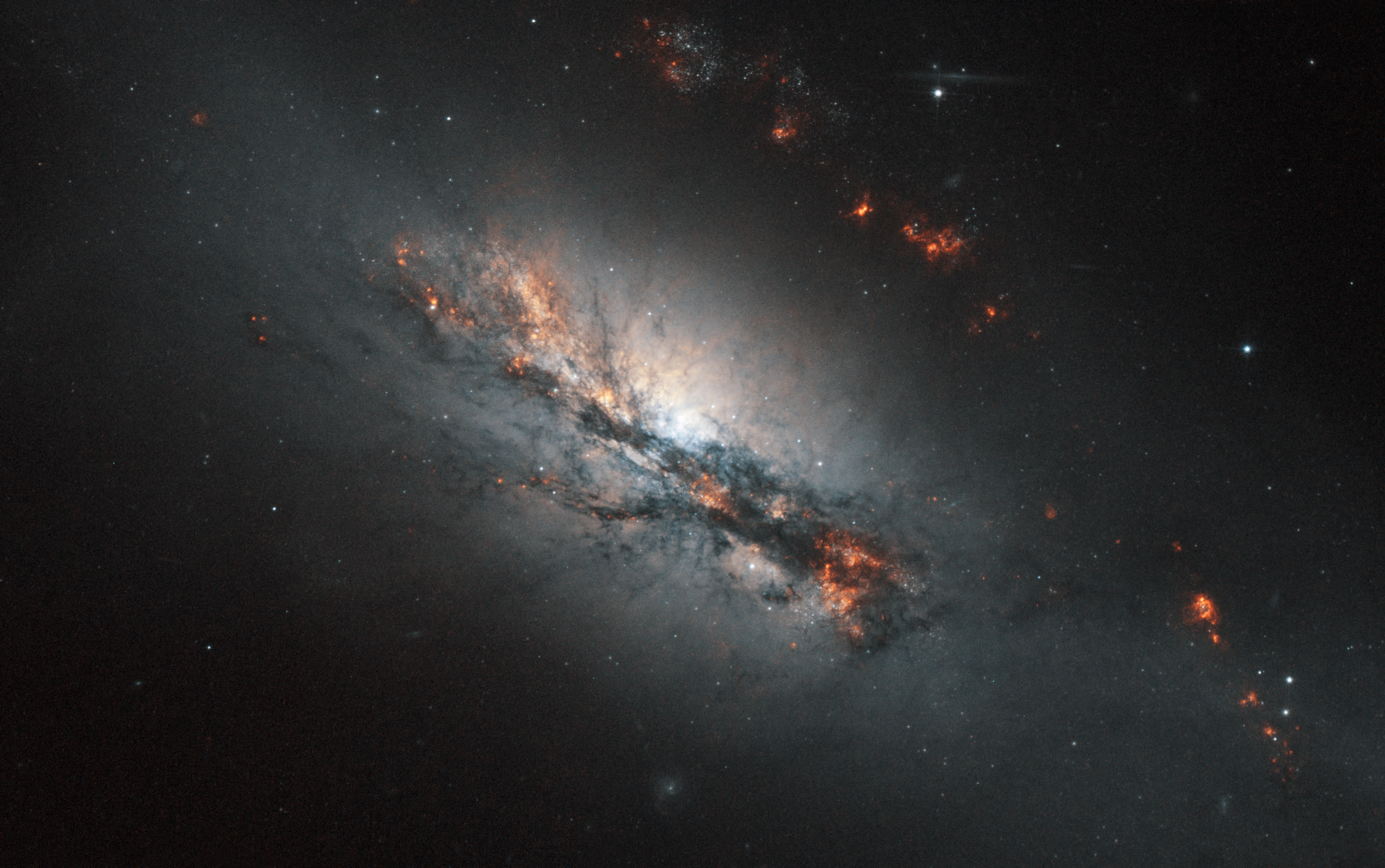
NGC 2146의 매우 독특한 특색은 은하의 핵 방향으로 고리를 이루는 먼지투성이의 나선팔이다.

- 은하의 형태분류
- 은하의 형성과 진화
- 렌즈형은하
- 나선은하
- 호스 불안정성